# Erosie (boek)
Erosie is een populairwetenschappelijk geografisch leerboek uit 1960 van de Nederlandse schrijver en fysisch-geograaf Willem Frederik Hermans. Het onderwerp is vooral versnelde bodemerosie door invloed van de mens en welke maatregelen hiertegen mogelijk zijn, met speciale aandacht voor de aanpak in de Verenigde Staten. Het is het enige fysisch-geografische boek van de auteur, zijn proefschrift uit 1955 niet meegerekend.

## Inhoud
Het boek telt elf romeins genummerde hoofdstukken:
- I De grote slijtage
- II Erosie meer in finesses
- III De voorbereiding van het transport
- IV Versnelde erosie
- V Oorzaken van versnelde erosie
- VI Erosiebestrijding, technisch
- VII Biologische erosiebestrijding
- VIII Erosie en bodembescherming in de Verenigde Staten
- IX Geschiedenis van de versnelde erosie
- X De strijd tegen het bos
- XI Bevolking versus bodem

## Ontstaansgeschiedenis

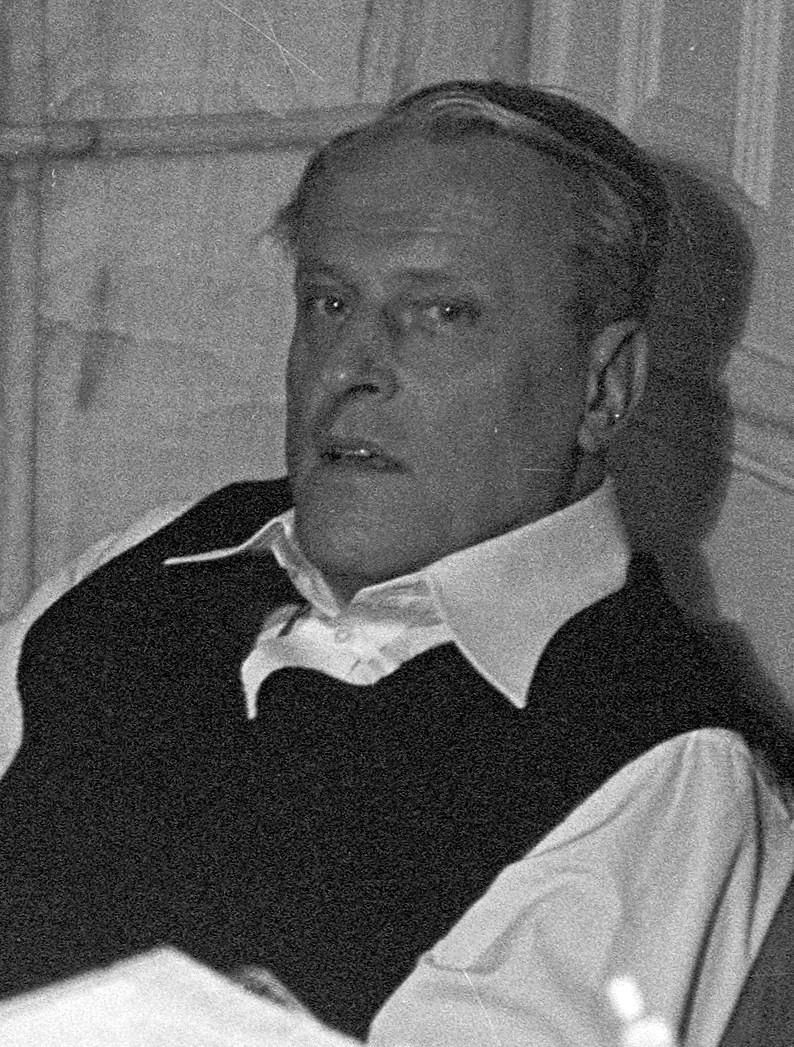
Willem Frederik Hermans

Het boek is vermoedelijk geschreven omdat het schrijven van een vakboek werd gezien als een eis om voor een professoraat in de fysische geografie in aanmerking te komen. Het voorwoord is gedateerd 'september 1959'. Daarin stelt de auteur zich voor dat het boek een kleerzame inleiding kan zijn 'voor hen die landbouwonderwijs volgen of gevolgd hebben, voor beginnende studenten in de geologie, de geografie, de economie en de sociale wetenchappen, kortom ieder die met het erosieprobleem op een of andere wijze te maken krijgt.'
Het boek is geïllustreerd met kaartjes en getekende schematische voorstellingen, alsmede 48 foto's. Acht daarvan zijn door de auteur zelf gemaakt in Zuid-Limburg en tijdens een verblijf in O Grove in Galicië te Spanje in april 1957. De andere zijn van Amerikaanse, Zuid-Afrikaanse en Italiaanse herkomst.
Het boek verscheen in maart 1960: op 28 maart schreef de hoogleraar Jan Pieter Bakker, onder wie Hermans zijn wetenschappelijke dissertatie schreef, een bedankbrief voor het toegestuurde exemplaar.

## Publicatiegeschiedenis
Op 6 en 7 oktober 1945 nam de auteur deel aan een literair weekend in Heemskerk. Daar maakte hij kennis met Klaas Woudt, die later als lid in het stichtingsbestuur van tijdschrift Podium opnieuw contact met Hermans zou hebben. Woudt had inmiddels uitgeverij Heijnis opgericht en verzorgde de publicatie van Erosie.

## Waardering
Onder de weinige recensies is die van J.I.S. Zonneveld van de universiteit Utrecht de belangrijkste. Die noemt het boek 'leerzaam', maar wijst ook op enkele onjuistheden.
Biograaf Willem Otterspeer classificeert de studie als 'een populairwetenschappelijk boek'. Dat blijkt onder meer uit de beeldspraak, zoals de vergelijking van het heelal met een machine of de metafoor 'ontgrendeling'. Otterspeer ziet behalve de fysisch-geograaf ook voortdurend de schrijver Hermans aan het woord, wat onder meer blijkt uit het plezier waarmee de auteur Nederlandse equivalenten voor Engelse en Duitse vaktermen bedenkt, zoals 'vlakslooterosie' voor rill erosion. Ook het beeldende taalgebruik, zoals de beschrijving van een helling die 'met een enorme hark' lijkt te zijn afgekrabd, wijst in die richting.
In het laatste hoofdstuk komt de erosie door de bevolkingsdruk ter sprake. De auteur pleit in zijn volgens Otterspeer 'meest eloquente laatste pagina's' voor geboortebeperking en schetst een toekomstvisioen van een overbevolkte wereld waarin 'alle vrijheid zou zijn onderdrukt.'
Geoloog Salomon Kroonenberg ziet het boek in drie onderdelen. Het eerste is het geologisch gedeelte dat zoveel 'fouten en slordigheden' bevat dat het 'onder de maat als leerboek of handboek' genoemd moet worden, ook omdat de volgorde niet logisch is. Ook is het niet goed gecorrigeerd en zijn in het oog lopende verschrijvingen blijven staan, zoals 'zonsondergang' waar duidelijk 'zonsopgang' bedoeld is. Het tweede, meer technische gedeelte, handelt over versnelde bodemerosie en is vooral op Amerikaanse literatuur gebaseerd, niet op eigen onderzoek. 'Het nut voor het Nederlandse publiek is beperkt.' Het laatste deel is 'een essay op zichzelf, dat prachtig geschreven is en veel beter zonder de overige onderdelen gepubliceerd had kunnen worden.'